# بول ويلنس (دراج)
بول ويلنس مواليد 27 يونيو 1952، هو دراج بلجيكي سابق في صنف سباق الدراجات على الطريق.

## سباقات أو مراحل فاز بها
- طواف فرنسا

## روابط خارجية
- بول ويلنس على موقع أرشيف الدراجات (الإنجليزية)
- بول ويلنس على موقع إحصائيات الدراجات الإحترافية (الإنجليزية)
- بول ويلنس على موقع CycleBase (الإنجليزية)
- Paul Wellens (cyclist) profile at the Cycling Website